# Al-Talaba SC
Der al-Talaba Sport Club – arabisch نادي الطلبة الرياضي, DMG Nādī ṭ-Ṭalaba ar-riyāḍī ‚Sportclub der Studenten‘ – ist ein Fußballverein aus Bagdad im Irak. Der Verein spielt in der höchsten Liga des Landes, der Dawri al-Nokhba, angliziert auch Iraqi Super League genannt. Seine Heimspiele trägt der Verein im al-Talaba Stadion aus.

## Vereinsgeschichte
Gegründet wurde al-Talaba 1969 unter dem Namen al-Jameaa und nahm 1977 den heutigen Namen an. Al Talaba wurde insgesamt fünf Mal Meister des Iraks. Der größte internationale Erfolg datiert aus dem Jahr 1996 als der Verein das Finale des Asian Cup Winners Cups erreichte, dort aber Bellmare Hiratsuka aus Japan mit 1:2 unterlag. Bereits 1986/87 erreichten die „Studenten“ die Finalrunde der damaligen Asian Club Championship, heute AFC Champions League, wurden dabei jedoch nur Vierter in der Endabrechnung. 1999 dran al-Talaba nochmals bis in das Halbfinale des Pokalsiegerwettbewerbs vor. Den letzten nationalen Titel errang der Verein mit dem zweiten Pokalsieg 2003.

## Erfolge

### National
- Irakische Fußballmeisterschaft

Meister: 1981, 1982, 1986, 1993, 2002
- FA Cup

Sieger: 2002, 2003
Finalist: 1980, 1981, 1982, 1993, 1994, 1999

### International
- Asian Cup Winners Cup:
Finalist 1995/96

## Trainer
- Hussain Said (1993)

## Spieler
- Hussain Said (1975–1990)
- Haidar Abdul-Razzaq (1999–2000, 2003–2005, 2006–2007, 2008–2009)
- Yunis Mahmud (2015–2016)